# 서울동작경찰서
서울동작경찰서(서울銅雀警察署, Seoul Dongjak Police Station)는 서울특별시경찰청이 관할하는 경찰서 중 하나이다. 서울특별시 동작구 일원을 관할한다. 서울특별시 동작구 노량진로 148 (노량진동)에 위치하고 있다.
서장은 총경으로 보한다.

## 연혁
- 1966년 7월 11일: 노량진경찰서 개서
- 2006년 3월 1일: 서울동작경찰서로 변경

## 조직
| - 부속실 - 청문감사실 - 경무과 - 생활안전과 | - 112종합상황실 - 여성청소년과 - 수사과 - 형사과 | - 교통과 - 경비과 - 정보보안과 |

## 관할 파출소 및 지구대
서울동작경찰서는 6개 지구대와 1개 파출소를 산하에 두고 있다.
| 명칭         | 사진 | 주소                      | 관할구역                       | 치안센터                                  |
| ------------ | ---- | ------------------------- | ------------------------------ | ----------------------------------------- |
| 노량진지구대 |      | 등용로12나길 2 (대방동)   | 노량진1·2동, 대방동 일부       | 노들치안센터                              |
| 흑석지구대   |      | 흑석동 173-18             | 동작동 일부, 본동, 흑석1·2·3동 | 흑석2치안센터                             |
| 상도지구대   |      | 등용로 16 (상도동)        | 상도1·2·4동                    | 상도4치안센터 상도5치안센터 상도2치안센터 |
| 남성지구대   |      | 사당로17길 4 (사당동)     | 사당2·3동, 동작동 일부         | 동작치안센터                              |
| 사당지구대   |      | 동작대로9길 35 (사당동)   | 사당1·4·5동                    | 사당4치안센터 사당5치안센터               |
| 신대방지구대 |      | 신대방1다길 24 (신대방동) | 신대방1·2동                    | 신대방2치안센터                           |
| 대방파출소   |      | 여의대방로 130            | 상도3동, 대방동 일부           |                                           |

## 같이 보기
- 서울특별시지방경찰청